# Tennistoernooi van Sydney 1997
|                                         |  |                                   |
| Martina Hingis, winnares bij de vrouwen |  | Tim Henman, winnaar bij de mannen |

Het tennistoernooi van Sydney van 1997 werd van maandag 6 tot en met zondag 12 januari 1997 gespeeld op de hardcourt-buitenbanen van het White City Stadium in de Australische stad Sydney. De officiële naam van het toernooi was Adidas International. Het was de 105e editie van het toernooi.
Het toernooi bestond uit twee delen:
- WTA-toernooi van Sydney 1997, het toernooi voor de vrouwen
- ATP-toernooi van Sydney 1997, het toernooi voor de mannen

ATP-toernooi van Sydney – WTA-toernooi van Sydney

Toernooien sinds 1990:
1990 · 1991 · 1992 · 1993 · 1994 · 1995 · 1996 · 1997 · 1998 · 1999 · 2000 · 2001 · 2002 · 2003 · 2004 · 2005 · 2006 · 2007 · 2008 · 2009 · 2010 · 2011 · 2012 · 2013 · 2014 · 2015 · 2016 · 2017 · 2018 · 2019 · 2020 · 2021 · 2022